# Giuseppe Patota
Giuseppe (o Geppi) Patota (Napoli, 1956) è un linguista, storico della letteratura e grammatico italiano, professore ordinario di Storia della lingua italiana presso l'Università degli Studi di Siena, sede di Arezzo, dove tiene i corsi di grammatica italiana, didattica e storia della lingua italiana.

## Biografia
Dopo una giovanile esperienza come cantautore all'età di vent'anni con il singolo Fiore delicato, uccello forte, Geppi Patota è oggi professore ordinario di Linguistica italiana presso l’Università di Siena. Si è laureato alla Sapienza di Roma con Luca Serianni. 
È socio corrispondente dell’Accademia Nazionale dei Lincei, Socio nazionale dell’Accademia della Crusca e dell'Accademia dell'Arcadia, socio dell’ASLI (Associazione per la Storia della Lingua Italiana), membro del Comitato Scientifico della Fondazione Natalino Sapegno, del consiglio direttivo della Fondazione “Lincei per la scuola” e della giuria del “Premio Strega”. 
È direttore della collana “Grammatiche e lessici” pubblicata dall’Accademia della Crusca e membro del comitato scientifico delle riviste «Studi di Lessicografia Italiana», «Studi Linguistici Italiani», «Bollettino di Italianistica», «Galilaeana» e «Carte di viaggio».  
Dal 2004 al 2015 è stato direttore scientifico del Dizionario Italiano Garzanti; successivamente ha condiretto, con Valeria Della Valle, le edizioni 2018, 2022 e 2025 del Vocabolario Treccani. 
Nel 2017 è stato insignito dall’Accademia dei Lincei del premio del Ministro dei Beni Culturali per la Linguistica e la Filologia; nel 2019 ha vinto il Premio Cesare Pavese per la saggistica con il volume La grande bellezza dell’italiano. Il Rinascimento; nel 2023 ha vinto il Premio Mondello Critica con il volume Lezioni di italiano. Conoscere e usare bene la nostra lingua.   
Dal 2000 svolge corsi di formazione e aggiornamento dedicati all’insegnamento dell’italiano a scuola, destinati a insegnanti della scuola primaria e della scuola secondaria di primo e secondo grado; in particolare, ha tenuto numerose lezioni e corsi di formazione destinati a insegnanti per incarico della Fondazione “I Lincei per la Scuola” e della Fondazione Natalino Sapegno. 
Ha svolto inoltre numerose lezioni in corsi sulla semplificazione del linguaggio amministrativo organizzati dalla SNA, la Scuola Nazionale dell’Amministrazione della Presidenza del Consiglio dei Ministri. 
Dal 2008 collabora con Rai Scuola e con l’Istituto dell’Enciclopedia Italiana Treccani alla realizzazione di programmi e strumenti didattici finalizzati all’insegnamento dell’italiano a stranieri.
Dal 2016 al 2022 è stato presidente della giuria delle Olimpiadi di italiano organizzate dal MIUR. 
Ha al suo attivo oltre duecento pubblicazioni. Si è occupato, in particolare, di lingua letteraria italiana trecentesca, cinquecentesca, sette-ottocentesca, dell’italiano scientifico di Galileo Galilei, di sintassi storica dell’italiano, di storia della lessicografia e della grammaticografia italiana, di insegnamento della lingua italiana a italiani e stranieri. Alcuni suoi libri sono stati tradotti e pubblicati in Francia e in Giappone.

## Pubblicazioni

### Libri
- L’Ortis e la prosa del secondo Settecento, Firenze, Accademia della Crusca, 1987.
- Sintassi e storia della lingua	italiana: tipologia delle frasi interrogative, Roma, Bulzoni, 1990.
- Leon Battista Alberti, «Grammatichetta» e altri scritti sul volgare, Roma, Salerno Editrice, 1996.
- Lingua e linguistica in Leon Battista Alberti, Roma, Bulzoni, 1999.
- Lineamenti di grammatica storica dell’italiano, Bologna, il Mulino, 2002
- Leon Battista Alberti, Grammatichetta / Grammaire de la langue toscane, Paris, Les Belles Lettres, 2003.
- Grammatica di riferimento della lingua italiana per stranieri, Roma- Firenze, Società Dante Alighieri-Le Monnier, 2003.
- Poiché fra causa, tempo e testo, Roma, Bulzoni, 2005.
- Grammatica di riferimento dell’italiano contemporaneo, Milano, Garzanti Linguistica, 2006.
- Itaria-go no kigen, Kyoto, Kyoto University Press, 2007.
- Nuovi lineamenti di grammatica storica dell’italiano, Bologna, il Mulino, 2007.
- Prontuario di grammatica, Roma-Bari, Laterza, 2013 (n. ed. 2017)
- La grande bellezza dell’italiano. Dante, Petrarca, Boccaccio, Roma- Bari, Laterza, 2015.
- Bravo!, Bologna, il Mulino, 2016.
- (con Valeria Della Valle), Lezioni di lessicografia, Roma, Carocci, 2016.
- La Quarta corona. Pietro Bembo e la codificazione dell’italiano scritto, Bologna, il Mulino, 2017.
- Vita. Storia di una parola, Firenze, Apice libri, 2017.
- La grande bellezza dell’italiano. Bembo, Ariosto, Machiavelli, Roma-Bari, Laterza, 2019.
- L'universo in italiano. La lingua degli scritti copernicani di Galileo, Bologna, il Mulino, 2022.
- Lezioni di italiano, Bologna, il Mulino, 2022.
- Parole di Galileo, Firenze, Accademia della Crusca, 2023.
- Nuovi lineamenti di grammatica storica dell’italiano: con un’antologia di documenti antichi, Bologna,il Mulino, 2024.
- A tu per tu con la «Commedia», Roma-Bari, Laterza, 2025.

### Articoli
- Ricerche sull’imperativo con pronome atono, in «Studi Linguistici Italiani», X 1984, pp. 173–246.
- Sulla formazione dei nomi dei medicinali, in «Studi Linguistici Italiani», XI 1985, pp. 273–283.
- 'Diedi’ e ‘detti’, in «Studi Linguistici Italiani», XIII 1987, pp. 102– 107.
- I percorsi grammaticali, in Storia della lingua italiana, 3 voll., a cura di Luca Serianni e Pietro Trifone, Torino, Einaudi, 1993 – 94, vol. I pp. 93– 137.
- Il «libretto», il fascicolo B e le ‘Prose della volgar lingua’ di Pietro Bembo, in «Studi Linguistici Italiani», XIX 1993, pp. 216–226.
- Insegnare la grammatica, in AA. VV., L’italiano. Materiali del convegno di studi. Roma, 11 marzo 1994. Biblioteca Nazionale Centrale, Milano, Archimede Edizioni, 1994, pp. 8–16.
- La grammatica silenziosa, in Istituto Lombardo – Accademia di Scienze e Lettere, Norma e lingua in Italia: alcune riflessioni fra passato e presente, 16 maggio 1996, Milano, Istituto Lombardo di Scienze e Lettere, 1997, pp. 71– 112.
- Lingua, stampa e norma nel Cinquecento: le grammatiche e i vocabolari, in Storia generale della letteratura italiana, diretta da Nino Borsellino e Walter Pedullà, Milano, Motta, 1999, vol. V pp. 220–240.
- Fonema, in «Studi Linguistici Italiani», XXVII 2001, pp. 69–75.
- Ancora sulle Prose e la grammatica silenziosa, in Dipartimento di Filologia moderna, Prose della volgar lingua di Pietro Bembo, a cura di Silvia Morgana, Mario Piotti, Maurizio Prada, Milano, Cisalpino, 2001, pp. 303–314.
- Frammenti di discorso riportato: “dire di sì, dire di no / dire che sì, dire che no”, in La parola al testo. Scritti per Bice Mortara Garavelli, a cura di Gian Luigi Beccaria e Carla Marello, Alessandria, Edizioni dell’Orso, 2001, pp. 621–630.
- (con Bianca Persiani) Grammaticografia, in La linguistica italiana alle soglie del 2000 (1987- 1997 e oltre), a cura di Cristina Lavinio, Roma, Bulzoni, 2002, pp. 119–142.
- Latino e volgare, latino nel volgare, in Il latino nell’età dell’Umanesimo. Atti del Convegno. Mantova, 26-27 ottobre 2001, a c. di Giorgio Bernardi Perini, Firenze, Olschki, 2004, pp. 109–166.
- (con Lucilla Pizzoli) La certificazione PLIDA (Progetto Lingua Italiana Dante Alighieri), Roma- Firenze, Società Dante Alighieri-Le Monnier, 2004.
- Insegnare l’italiano a stranieri: dubbi e riflessioni di ungrammatico, in “daf”, 5 2005, pp. 84–92.
- (con Lucilla Pizzoli) Il contributo del Certificato PLIDA al rilancio della lingua italiana nel mondo, in Il mondo in italiano. Annuario della Società Dante Alighieri 2005, Roma, Società Dante Alighieri, 2005, pp. 349–363.
- Per, in Studi linguistici per Luca Serianni, a c. di Valeria Della Valle e Pietro Trifone, Roma, Salerno Editrice, 2007, pp. 3–14.
- Aretino, l’aretino e le altre lingue di Toscana, in “In utrumque paratum". Aretino e Arezzo, Aretino a Arezzo: in margine al ritratto di Sebastiano del Piombo. Atti del Colloquio internazionale per il 450º anniversario della morte di Pietro Aretino. Arezzo, 21 ottobre 2006, a cura di Paolo Procaccioli, Roma, Salerno Editrice, 2008, pp. 77–95.
- ‘Come io’ / ‘come me’, il lavoro di Bembo e la deriva normativa, in “Zeitschrift für romanische Philologie”, 124 2008, pp. 283–317.
- Il Dizionario Italiano Garzanti nel quadro della lessicografia italiana contemporanea, in Proceedings of XIII Euralex International Congress, a c. di Elisenda Bernal e Janet DeCesaris, Barcelona, Institut Universitari de Lingüística Aplicada-Universitat Pompeu Fabra, 2008, pp. 587– 598.
- La lingua del Sessantotto, in I linguaggi del ’68, a cura di Mariano L. Bianca e Patrizia Gabrielli, Milano, FrancoAngeli, 2009, pp. 87-101.
- Senza se e senza ma, in “Lingua nostra”, LXX 2009, Fasc. 3-4, pp. 100–103.
- Una risorsa del romanzo: l'interrogativa indiretta libera, in I colori della narrativa. Studi offerti a Roberto Bigazzi, a cura di Andrea Matucci e Simona Micali, Roma, Aracne, 2010, pp. 195–207.
- «Ø e -mente», «-mente e -mente», in «Zeitschrift für romanische Philologie», 126 2010, pp. 546– 567.
- Interrogative dirette, in Enciclopedia dell'Italiano, diretta da Raffaele Simone, vol. I, Roma, Istituto dell'Enciclopedia Italiana, 2010, pp. 676–680.
- Interrogative indirette, in Enciclopedia dell'Italiano, diretta da Raffaele Simone, vol. I, Roma, Istituto dell'Enciclopedia Italiana, 2010, pp. 680–683.
- Regola, in Enciclopedia dell'Italiano, diretta da Raffaele Simone, vol. II, Roma, Istituto dell'Enciclopedia Italiana, 2011, pp. 1231–1235.
- La lingua che cambia. Un’istantanea sull’italiano contemporaneo, in AA. VV., Italiano oggi. Riflessioni fra linguistica e didattica, Milano, Pearson Italia, 2011, pp. 23–34.
- Fra le quinte di «tuttavia», in Da riva a riva. Studi di lingua e letteratura italiana per Ornella Castellani Pollidori, a cura di Paola Manni e Nicoletta Maraschio, Firenze, Franco Cesati Editore, 2011, pp. 327–335.
- La lezione di Dante, in AA. VV., Non solo storia. Saggi per Camillo Brezzi, a cura di Massimo Baioni e Patrizia Gabrielli, Cesena, Il Ponte Vecchio, 2012, pp. 179–189.
- (con Valeria Della Valle), Residui passivi. Storie di archeologismi, in «Studi di lessicografia italiana», XXX (2013), pp. 133–164.
- Mentire per la gola, in «Lingua e Stile», XXXXVIII (2013), pp. 155– 176.
- Le lingue e gli stili di Giovanni Boccaccio, in «Atti e Memorie dell'Arcadia», 2 (2013), pp. 39–60.
- Garzanti italiano, in Accademia della Crusca, L’italiano dei vocabolari, a cura di Nicoletta Maraschio, Domenico De Martino, Giulia Stanchina, Firenze, Accademia della Crusca, 2013, pp. 179–184.
- Stile, in Machiavelli. Enciclopedia Machiavelliana, voll. 3, Roma, Istituto della Enciclopedia Italiana, 2014, vol. II pp. 733–743.
- Risposta al quesito di Adelia Piazza sul grado di sinonimia di mediante, attraverso e tramite, in «La Crusca per voi», 48 2014, p. 14.
- L'italiano a scuola, in Isabella Donfrancesco-Giuseppe Patota, 1954- 2014. L'italiano fra scuola e televisione, Torino, Loescher, 2014, pp. 9– 46.
- Francesco Petrarca, l’ingegneria delle parole e l’italiano nei corsi d’ingegneria, in “Cum fide amicitia”. Per Rosanna Alhaique Pettinelli, a cura di Stefano Benedetti, Francesco Lucioli, Pietro Petteruti Pellegrino, Roma, Bulzoni, 2015, pp. 383–394.
- Raccar, in «Studi Linguistici Italiani», XXVII 2016, pp. 69–75.
- Petrarchino, in «Bollettino di Italianistica», XIII, 1 2016, pp. 53–69.
- Il vero titolo delle “Prose”, in «Lingua e Stile», LI 2016, pp. 195– 211.
- Risposta al quesito di vari lettori sulla forma corretta dell'imperativo del verbo essere, in «La Crusca per voi», 50 2015, p. 12.
- Da «fa un anno» a «un anno fa». L’espressione della distanza temporale dal momento dell’enunciazione in italiano, in «In principio fuit textus». Studi di linguistica e filologia offerti a Rosario Coluccia in occasione della nomina a professore emerito, a cura di Vito Luigi Castrignanò, Francesca De Blasi e Marco Maggiore, Firenze, Cesati, 2018, pp. 471–480.
- A proposito di un recente volume ariostesco, in «Studi Linguistici Italiani», XLIII 2017 (ma 2018), pp. 229–244.
- Il fantasma di Bembo. L’eredità delle Prose nella grammaticografia scolastica italiana fra Otto e Novecento, in Lessici e grammatiche nella didattica dell'italiano tra Ottocento e Novecento, a cura di Giuseppe Polimeni e Massimo Prada, Atti del convegno, Milano, 22-23 novembre 2016, in «Italiano LinguaDue», 1, 2018.
- Il titolo dei «Canti», i titoli dei «Canti», in «Giornale Storico della Letteratura Italiana», vol. CXCVI, 	fasc. 655, 2019, pp. 406-410.
- Nomi propri, nomi comuni e nomi clandestini: Pagliaccio, pagliaccio e pagliacceria, in «Studi 	Linguistici Italiani», XLV 2019 (ma 2020), pp. 185-197.
- «Separes boves pareba». Per il testo dell’Indovinello veronese, in «Studi Linguistici Italiani», XLVI 	2020, pp. 1-18.
- «Ut semper dicenda ex dictis pendeant». Gli incapsulatori anaforici nel Dialogo sopra i due massimi 	sistemi del mondo e negli altri scritti scientifici di Galileo, in «Studi Linguistici Italiani», XLVII 	2021, fascicolo I, pp. 80-96.
- Occhiale, cannone, cannocchiale e telescopio: una storia lincea, in «Galilaeana», XVIII 2021, pp. 1-	27.
- Alle origini della grammaticografia italiana: Alberti, Fortunio, Bembo, in «La Crusca per voi», 65  22, II, pp. 2-4.
- Galileo Galilei e l’economia delle parole: l’avverbio in -mente nel Dialogo sopra i due massimi sistemi del mondo, in «Studi Linguistici Italiani», XLVII 2021 (ma 2022), fascicolo II, pp. 154-177.
- La frase gerundiva nel «Dialogo sopra i due massimi sistemi del mondo», in «La Lingua Italiana. Storia, Struttura, Testi», XVIII 2022, pp. 143-159.
- L’enimma in versi di Galileo, in «Galilaeana», XXI 2024, 1, pp. 35-52.
- L’italiano nel mondo. Carte di viaggio aggiornate al 2024, in «Carte di viaggio», XVII 2024, pp. 153-164.
- Prima, durante e dopo il Saggiatore: la lingua delle postille alla Libra astronomica ac philosophica di Orazio Grassi, in Accademia Nazionale dei Lincei, Atti dei Convegni Lincei 362, Il Saggiatore di Galileo a 400 anni dalla sua pubblicazione (Roma, 23-25 ottobre 2023), Roma, Bardi Edizioni, 2024, pp. 345-365.
- Luca Serianni e la Grammatica italiana, in Accademia Nazionale dei Lincei, Atti dei Convegni Lincei 368, Luca Serianni e la storia dell’italiano (Roma, 30-31 ottobre 2023), Roma, Bardi Edizioni, 2025, pp. 191-203.
- L’acquisizione del lessico ricettivo e produttivo nel primo ciclo d’istruzione: l’esperienza dello Studiabolario nelle scuole della Valle d’Aosta, in «Italiano a scuola», 7 2025, pp. 179-202 (con Fabrizio Bal, Isabella Carena, Elisabetta Ciocca, Laura Danieli, Chiara Isabel, Laura Leuratti, Annalisa Maurino, Gabriella Patacchini, Federica Pessotto e Giulia Radin).

### Recensioni
- Teorie e pratiche linguistiche nell'Italia del Settecento, a cura di Lia Formigari, Bologna, il Mulino, 1984, in «La Rassegna della letteratura italiana», XC 1986, pp. 687–690.
- Osvaldo Alvaro Mencacci, «Le Correzioni alle Osservazioni sulla Morale cattolica» di A. Manzoni, Perugia, Università Italiana per Stranieri, 1989, in «Studi Linguistici Italiani», XVI 1990, pp. 118–126.
- Milena Montanile, Le parole e la norma, Napoli, Edizioni Scientifiche Italiane, 1996, in «Studi Linguistici Italiani», XXIV 1998, pp. 124–131.
- Sandro Bianconi, Lingua matrigna, Bologna, Il Mulino, 1980, in «Studi Linguistici Italiani», VIII 1982, pp. 132–134.
- Aldo Menichetti, Problemi della metrica; Guglielmo Gorni, Le forme primarie del testo poetico, in Letteratura italiana, III, Le forme del testo. I. Teoria e poesia, Torino, Einaudi, 1984, pp. 349–390 e 439-518, in «Studi Linguistici Italiani», XII 1986, pp. 131–133.
- Grammatiche, grammatici, grammatisti, a cura di Carla Pellandra, Pisa, Libreria Goliardica, 1989, in «Studi Linguistici Italiani», XVI 1990, pp. 138–139.
- Guido Capovilla, Fra le carte di Castelvecchio. Studi pascoliani, Modena, Mucchi, 1989, in «Filologia e Critica», XVI 1991, pp. 308–309.
- Storia della linguistica, a cura di Giulio C. Lepschy, vol. I, Bologna, il Mulino, 1990, in «Studi Linguistici Italiani», XVII 1991, pp. 152–153.
- Le nuove grammatiche italiane, a cura di Edgar Radtke, Tübingen, Narr, 1991, in «Studi Linguistici Italiani», XIX 1993, pp. 134–139.
- Maurizio Vitale, La lingua della prosa di G. Leopardi: le «Operette Morali», Firenze, La Nuova Italia, 1992, in «Studi Linguistici Italiani», XIX 1993, pp. 272–274.

### Direzioni scientifiche
- Dizionario Italiano 2005, Milano, Garzanti Editore, 2004.
- Dizionario Italiano 2006, Milano, Garzanti Editore, 2005.
- Dizionario Italiano 2007, Milano, Garzanti Editore, 2006
- Dizionario Italiano 2008, Milano, Garzanti Editore, 2007.
- Dizionario Italiano 2009, Milano, Garzanti Editore, 2008.
- Dizionario Italiano 2010, Milano, Garzanti Editore, 2009.
- Dizionario Italiano 2.0, Milano, Garzanti Editore, 2010.
- Grande Dizionario Italiano, Milano, Garzanti Editore, 2013.
- Thesaurus, Roma, Istituto della Enciclopedia Italiana, 2014.
- Il nuovo Treccani, Roma, Istituto della Enciclopedia Italiana, 2018 (con Valeria Della Valle).
- Thesaurus, Roma, Istituto della Enciclopedia Italiana, 2018 (nuova edizione).157.
- Il Vocabolario Treccani. Dizionario Storico-Etimologico, Roma, Istituto della Enciclopedia Italiana, 2022 (con Valeria Della Valle)
- Il Vocabolario Treccani. Dizionario dell’italiano Treccani, Roma, Istituto della Enciclopedia Italiana, 2022 (con Valeria Della Valle)
- Il Vocabolario Treccani. Storia illustrata dell’italiano, Roma, Istituto della Enciclopedia Italiana, 2022 (con Valeria Della Valle)
- Dizionario dell’italiano. Treccani 100, Roma, Istituto della Enciclopedia Italiana, 2025 (con Valeria Della Valle)

### Curatele
- L’italiano e la creatività: marchi e costumi, moda e design, Firenze, Accademia della Crusca – goWare, 2016 (con Paolo D’Achille)
- L’italiano al cinema, l’italiano nel cinema (Firenze, Accademia della Crusca – goWare, 2017 (con Fabio Rossi)
- L’italiano e la rete, le reti per l’italiano (Firenze, Accademia della Crusca – goWare, 2018 (con Fabio Rossi)164.
- Luca Serianni, con la collaborazione di Alberto Castelvecchi, Grammatica italiana. Suoni forme costrutti, Torino, UTET Libreria, 2025

- L’italiano, Milano, Archimede, 1992 (con Luca Serianni e Valeria Della Valle).
- Lingua italiana, Milano, Archimede, 1996 (con Luca Serianni e Valeria Della Valle).
- Detto scritto. Conoscere la lingua, usarla bene, Milano, Archimede, 1997.
- Prima prova. Guida allo scritto del nuovo esame di Stato, Milano, Archimede, 1999 (con 		Luca Serianni e Valeria Della Valle).
- L’italiano parlato e scritto, Milano, Archimede, 2003 (con Luca Serianni e Valeria Della Valle).
- Piccola grammatica italiana per stranieri, Milano, De Agostini Scuola, 2008 (con Norma   Romanelli).
- Percorso Italia. Corso multimediale di lingua italiana per stranieri, Milano, Garzanti Linguistica, 2011 (con Norma Romanelli).
- Lingua comune, Milano, Edizioni Scolastiche Bruno Mondadori, 2011 (con Luca Serianni,Valeria Della Valle e Donata Schiannini).
- Funziona così, Torino, Loescher, 2012 (con Francesco De Renzo).
- Restiamo in tema, Milano, Edizioni Scolastiche Bruno Mondadori, 2013 (con Alessio Ricci)
- Il bello dell’italiano, Milano, Pearson Italia, 2015 (con Luca Serianni e Valeria Della Valle)
- Italiano plurale, Milano, Pearson Italia, 2016 (con Luca Serianni e Valeria Della Valle).
- La forza delle parole, Milano, Pearson Italia, 2019 (con Luca Serianni e Valeria Della Valle)
- Le parole sono idee, Milano, Pearson Italia, 2020 (con Luca Serianni e Valeria Della Valle)
- La grammatica italiana, Milano, Edizioni Scolastiche Bruno Mondadori, 2021 (con Luca Serianni e Valeria Della Valle).
- L’italiano per dire e per fare, Milano, Edizioni Scolastiche Bruno Mondadori, 2021 (con Luca Serianni e Valeria Della Valle)
- La matita verde, Milano, Edizioni Scolastiche Bruno Mondadori, 2023 (con Luca Serianni e Valeria Della Valle)
- L’italiano di tutte e di tutti, Milano, Edizioni Scolastiche Bruno Mondadori, 2024 (con Luca Serianni e Valeria Della Valle)
- Detto scritto, Milano, Edizioni Scolastiche Bruno Mondadori, 2024 (con Luca Serianni, Valeria Della Valle e Dalila Bachis)

### Testi divulgativi
- Il salvalingua, Milano, Sperling & Kupfer, 1996 (con Valeria Della Valle)
- Il salvatema, Milano, Sperling & Kupfer, 1997 (con Valeria Della Valle)
- Il salvastile, Milano, Sperling & Kupfer, 1998 (con Valeria Della Valle)
- Il salvaitaliano, Milano, Sperling & Kupfer, 2000 (con Valeria Della Valle)
- Le parole giuste, Milano, Sperling & Kupfer, 2004 (con Valeria Della Valle)
- Parola per parola, Milano, Garzanti Editore, 2005
- L'italiano. Biografia di una lingua, Milano, Sperling & Kupfer, 2006 (con Valeria Della Valle).
- Italiano. Grammatica, Milano, Garzanti Linguistica, 2006.
- Il nuovo salvalingua, Milano, Sperling & Kupfer, 2007 (con Valeria Della Valle)
- Viva il congiuntivo!, Milano, Sperling & Kupfer, 2009 (con Valeria Della Valle)
- Viva la grammatica!, Milano, Sperling & Kupfer, 2011 (con Valeria Della Valle)
- Ciliegie o ciliege? E altri 2406 dubbi della lingua italiana, Milano, Pickwick, 2013 (con Valeria Della Valle)
- Prontuario di grammatica, Editori Laterza, 2013
- Piuttosto che. Le cose da non dire, gli errori da non fare, Milano, Pickwick, 2014 (con Valeria Della Valle)
- L'italiano in gioco, Milano, Sperling & Kupfer, 2014 (con Valeria DellaValle).
- Senza neanche un errore, Milano, Sperling & Kupfer, 2016 (con Valeria Della Valle).
- La nostra lingua italiana, Milano, Sperling & Kupfer, 2019 (con Valeria Della Valle).
- La lingua verde, Milano, Rizzoli, 2025 (con Valeria Della Valle).

### Pubblicazioni digitali
- La questione della lingua (http://www.italicon.it/it/modulo.asp?M=M00096)
- La lingua di Niccolò Machiavelli (con Stefano Telve) http://www.italicon.it/it/modulo.asp?M=M00326
- Vi racconto la mia grammatica per stranieri (http://www.treccani.it/magazine/lingua_italiana/speciali/mondo/patota.html)
- Diario di un professore di italiano in televisione
- (http://www.treccani.it/magazine/lingua_italiana/speciali/divulgazione/Patota.html)
- Confessioni di un lessicografo: se ti mancano i neologismi, scaricali dal web (http://www.treccani.it/magazine/lingua_italiana/speciali/dizionario/Patota.html)
- Le opinioni di Tullio De Mauro (http://www.treccani.it/magazine/lingua_italiana/articoli/percorsi/percorsi_117.html)
- Il Sessantotto: lingua e politica, scuola e postverità (http://www.treccani.it/magazine/lingua_italiana/articoli/scritto_e_parlato/Sessantotto.html)
- La Treccani a memoria (http://www.treccani.it/magazine/lingua_italiana/articoli/percorsi/percorsi_149.html)
- Se ami l’italiano, la citazione è d’obbligo http://www.treccani.it/magazine/lingua_italiana/articoli/scritto_e_parlato/Citazione.html
- Il fiore di “Bella ciao” e la ginestra di Leopardi http://www.treccani.it/magazine/lingua_italiana/articoli/scritto_e_parlato/Bella_ciao.html
- Come mettere d’accordo lettere e numeri http://www.treccani.it/magazine/lingua_italiana/articoli/scritto_e_parlato/Patota.html